# Латина (провинция)
Лати́на (итал. Provincia di Latina) — провинция в Италии, на юге региона Лацио, на побережье Тирренского моря.

## География
Значительную часть провинции занимают известняковые холмы и горы Аурунчи (итал. Monti Aurunci), высочайшей точкой которых является Монте-Петрелла (1533 метра). Равнинная местность Агро-Понтино (итал. Agro Pontino) ранее была занята болотами, которые осушили в XX веке, чтобы использовать для сельского хозяйства.  Также в состав провинции входят Понцианские острова в Тирренском море.

## Города
Почти все города этой провинции основаны древними римлянами.
- Априлия
- Формия

## Население
На территории провинции Латина родились такие известные люди как папа римский Геласий II, издатель и книгопечатник Альд Мануций, футбольный тренер Доминик Д’Онофрио, писатель и анархист Чезаре Баттисти, авиаконструктор Алессандро Маркетти, бывший монах, а затем разбойник Фра-Дьяволо, принцесса Мария Хосефа Кармела Испанская, принцесса Мария Пия Бурбон-Сицилийская, поэт Элио Филиппо Аккрокка, кардинал Джироламо Вералло, папа римский Урбан VI, а также монах-францисканец Томмазо Корийский, почитаемый римско-католической церковью в качестве святого.

## Галерея
- Латина
- Храм Юпитера (Tempio di Giove Anxur) в Террачине, IV в. до н. э.
- Гаэта
- Формия
- Итри
- Сперлонга
- Фонди
- Сабаудия
- Понца
- Вентотене